# Unidá

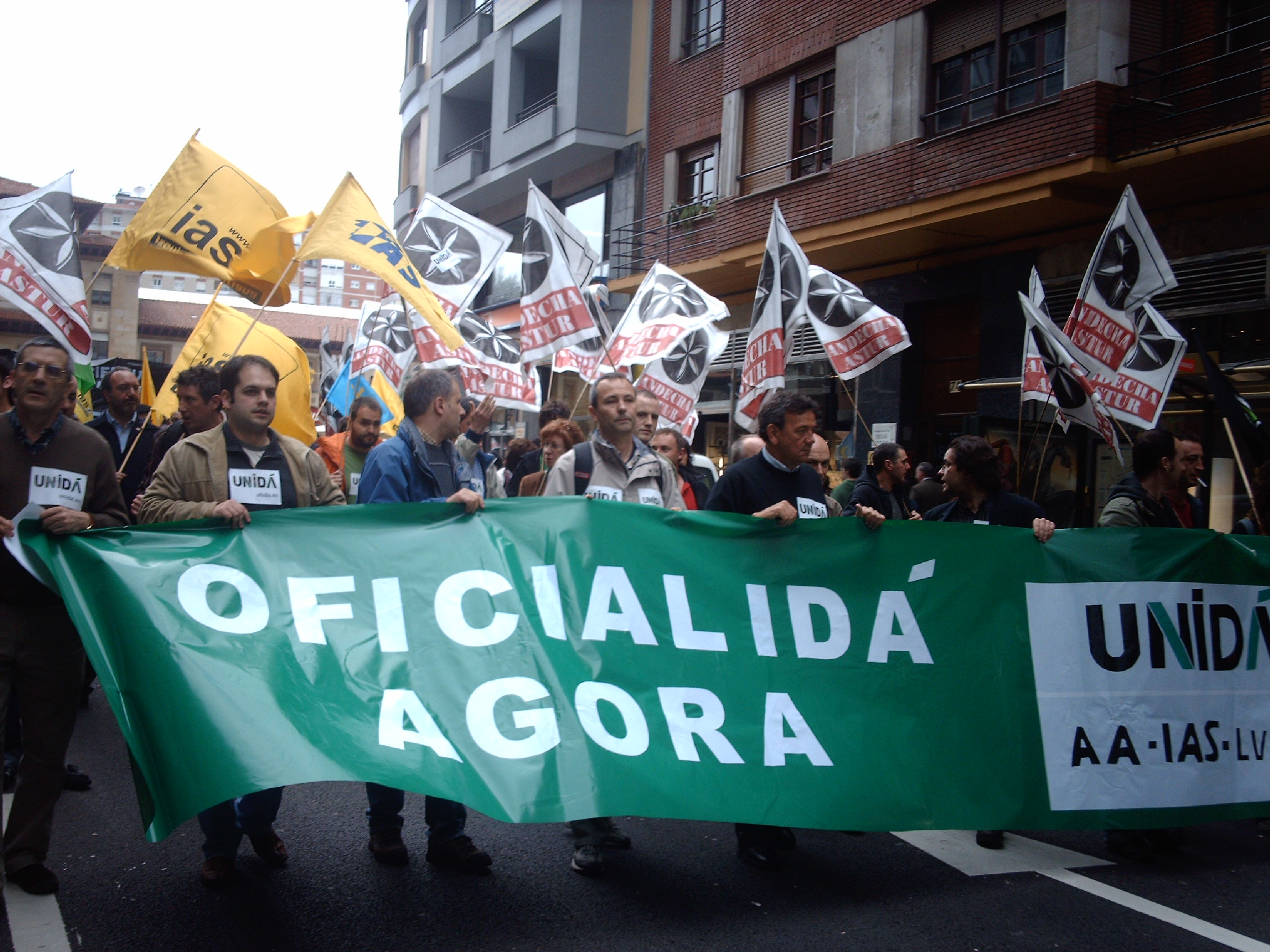
Unidá dans la manifestation du "día de les lletres asturianes" de 2007

Unidá (unité en français) est une fédération des partis composée par Izquierda Asturiana (Gauche asturienne), Los Verdes - Grupo Verde (écologisme) et par les partis locaux "Andecha por Carreño", "Asturianistes por Nava" et "Asturianistes por Piloña", en plus, cette coalition est en train de former des associations locales avec le nom d'"Unidá" comme Unidá-Avilés ou Unidá-Uviéu.

## Présentation
Cette organisation appartient au mouvement nationaliste des Asturies, est située à gauche et elle a comme principe l'écologisme. Aux élections autonomiques asturiennes, elle est allée ensemble avec un autre parti : Los Verdes-Grupu Verde (Les verts-groupe vert) qui laissa la formation quelques mois après.
La coalition fut constituée définitivement en avril 2007. Ce même mois, ceux qui font partie d'elle, vont présenter officiellement son candidat à la Junta General, l'écrivain et médecin psychiatre Ignaciu Llope. De l'autre côté, la coalition fixe les lignes générales de son accord électoral, qui vont inclure la défense de l'asturien, la culture et l'identité asturienne ; la lutte contre les problèmes économiques dont souffrent les Asturies, ainsi que la corruption dans certains niveaux et les attentats écologiques dont ils soupçonnent l'actuel gouvernement. La coalition a proposé un nouveau statut d'autonomie capable d'approfondir dans l'autogestion des Asturies, ainsi qu'un pari pour une option de continuité et une unité dont - et selon son avis -  le nationalisme asturien de gauche avait besoin depuis des années.